# Cameron Gliddon
Cameron Richard Gliddon (Perth, 16 agosto 1989) è un ex cestista e allenatore di pallacanestro australiano.

## Carriera
Con l'Australia ha disputato i Campionati mondiali del 2019, i Campionati oceaniani del 2015 e i Campionati asiatici del 2017.